# تیم فلاورز
تیم فلاورز (به انگلیسی: Tim Flowers) زادهٔ ۳ فوریه ۱۹۶۷ بازیکن فوتبال اهل انگلستان بود که سابقهٔ بازی در تیم ملی فوتبال انگلستان را در کارنامهٔ خود دارد. وی در تاریخ ۱۳ ژوئن ۱۹۹۳ نخستین بازی ملی خود را در مقابل تیم ملی فوتبال برزیل انجام داد و با حضور در ۱۱ بازی ملی، در تاریخ ۲۷ مه ۱۹۹۸ واپسین بازی ملی‌اش را در برابر تیم ملی فوتبال مراکش برگزار کرد.